# 拟波纹隙蛛
拟波纹隙蛛（学名：Coelotes paradicranatus）为暗蛛科隙蛛属的动物。在中国大陆，分布于辽宁等地。该物种的模式产地在辽宁大连。